# Józef Siupka
Józef Siupka, ps. Merkury (ur. 13 lipca 1895 w Jaworznie, zm. 5 lipca 1916 pod Kościuchnówką) – żołnierz Legionów Polskich, uczestnik I wojny światowej, kawaler Orderu Virtuti Militari.

## Życiorys
Urodził się w rodzinie Franciszka (ur. 1864), górnika, i Anny z Góralczyków (zm. 1935). Po ukończeniu siedmiu klas szkoły ludowej w Jaworznie pracował jako robotnik w tamtejszej kopalni węgla kamiennego. Od 1912 należał do Związku Strzeleckiego oraz Polskiej Partii Socjalistycznej.
Od 14 sierpnia 1914 w Legionach Polskich. Służył w III plutonie 2 kompanii 5 pułku piechoty, z którym walczył podczas I wojny światowej.
Szczególnie odznaczył się podczas walk o Polską Górę, gdzie „na czele swej sekcji bronił wysuniętej placówki, składając meldunki o ruchach nieprzyjaciela. Zginął w walce otoczony przez przeważające siły rosyjskie; pochowany na polu bitwy”. Za tę postawę 17 maja 1922 został odznaczony pośmiertnie orderem wojskowym „Virtuti Militari" V klasy.
Był kawalerem, dzieci nie miał.

## Ordery i odznaczenia
- Krzyż Srebrny Orderu Wojskowego Virtuti Militari nr 6527[2] – pośmiertnie, 17 maja 1922[5][6][4]
- Krzyż Niepodległości – pośmiertnie 16 marca 1933 „za pracę w dziele odzyskania niepodległości”[7][8][9]